# Almere City FC
Football Club Omniworld – holenderski klub piłkarski z siedzibą w Almere.

## Historia
Klub został założony w 1997 roku, jednak jego początku sięgają znacznie wcześniej. W 1972 roku w wyniku fuzji AFC DWS z Blauw-Wit Amsterdam powstał zespół FC Amsterdam. Fani DWS stworzyli wówczas własny klub zwany De Zwarte Schapen. Drużyna szybko pięła się w górę w amatorskich ligach, aż dotarła do Hoofdklasse – najwyższej amatorskiej klasy rozgrywek w kraju. Po kilku boiskowych incydentach klub został zawieszony na pół roku. Następnie przeniósł się z Amsterdamu do pobliskiego Almere i zmienił nazwę na Sporting Flevoland.
W 1990 roku dzięki wysiłkom konsorcjum klub przyjął nazwę FC Omniworld i w taki sposób do Almere zawitał profesjonalny sport. Pierwszy oficjalny mecz rozegrano jednak dopiero 12 sierpnia 2005 roku przeciwko BV Veendam, a pierwsze profesjonalne spotkanie odbyło się tydzień później (porażka 2:0 z FC Eindhoven). Pierwszą bramkę dla FC Omniworld pięć dni później zdobył Juan Viedma Schenkhuizen strzelając w 37 minucie meczu z FC Den Bosch kontaktowego gola na 1:2. Pierwsze punkty w lidze klub zdobył 29 sierpnia, kiedy to zremisował 2:2 z Go Ahead Eagles. Pierwsze zwycięstwo piłkarze Omniworld zaliczyli 16 września pokonując 3:2 Fortunę Sittard. W pierwszym sezonie napastnik Sjoerd Ars zdobywając siedemnaście bramek zajął piąte miejsce w klasyfikacji najlepszych strzelców.
W sezonie 2010/11 FC Omniworld zmienił nazwę na Almere City FC.

## Obecny skład
Stan na 15 marca 2021
| Nr | Poz. | Piłkarz                                         |
| -- | ---- | ----------------------------------------------- |
| 1  | BR   | Agil Etemadi                                    |
| 2  | OB   | Bram van Vlerken                                |
| 3  | OB   | Radinio Balker                                  |
| 4  | OB   | Frederik Helstrup                               |
| 5  | OB   | Delvechio Blackson                              |
| 6  | PO   | Tim Receveur                                    |
| 7  | PO   | Anass Ahannach                                  |
| 8  | PO   | Ryan Koolwijk (kapitan)                         |
| 9  | NA   | Thomas Verheydt                                 |
| 10 | NA   | Elias Sørensen (wypożyczony z Newcastle United) |
| 11 | NA   | Ilias Alhaft                                    |
| 12 | OB   | Thibaut Lesquoy                                 |
| 14 | OB   | Damon Mirani                                    |
| 15 | OB   | Daniël Breedijk                                 |

| Nr | Poz. | Piłkarz                                     |
| -- | ---- | ------------------------------------------- |
| 16 | PO   | Xian Emmers (wypożyczony z Interu Mediolan) |
| 17 | PO   | Anwar Bensabouh                             |
| 18 | PO   | Steve Tunga                                 |
| 20 | NA   | Oussama Bouyaghlafen                        |
| 21 | BR   | Stijn Keller                                |
| 22 | BR   | Michael Woud                                |
| 23 | OB   | Faris Hammouti                              |
| 24 | NA   | Mees Kaandorp                               |
| 25 | PO   | Jorrit Smeets                               |
| 26 | OB   | Ruggero Mannes                              |
| 27 | NA   | Jearl Margaritha                            |
| 28 | PO   | Stije Resink                                |
| 29 | NA   | Guillermo Gauna                             |
| 39 | NA   | John Yeboah (wypożyczony z Willem II)       |

### Piłkarze na wypożyczeniu
| Nr | Poz. | Piłkarz                                       |
| -- | ---- | --------------------------------------------- |
|    | NA   | Jelle Goselink (wypożyczony do Helmond Sport) |